# Ria Verschaeren
Ria Verschaeren (Essen, 11 januari 1941 – Borgerhout, 19 april 2023) was een Vlaamse actrice.
Ze had enkele jaren een vaste rol als Zuster Ernestine in de tv-soap Familie en speelde gastrollen in onder meer Het Pleintje (vrouw uit rondleiding), Wittekerke (Julia De Donder), Thuis (Madam Mertens) en Flikken (Marie-Rose Reynaert). In 1997 speelde ze de rol van mevrouw Huisman in de Nederlandse serie In voor- en tegenspoed. In 2002 was ze te zien als Marianne Vermassen in de televisieserie Spoed. Haar laatste tv-rol dateert van 2010, toen ze te zien was in een aflevering van Witse als Delphine Blève de Hainaut.
Verschaeren was tot aan haar dood getrouwd met collega-acteur Hugo Danckaert, met wie ze twee zonen heeft: acteur Wim Danckaert en kunstenaar Bert Danckaert.